# Resultados do Carnaval de Rio Grande (Rio Grande do Sul)
Resultados do Carnaval de Rio Grande.

## 2002
| Grupo Especial      | Grupo Especial                      | Grupo Especial | Grupo Especial |
| Colocação           | Escola                              | Pontos         | Ref.           |
| ------------------- | ----------------------------------- | -------------- | -------------- |
| 1º                  | Unidos da Dom Pedro II (Cuca)       | 76,4           | [ 1 ] [ 2 ]    |
| 2º                  | Unidos do Mé                        | 74,5           | [ 1 ] [ 2 ]    |
| 3º                  | Academia do Samba Nós Jovens        | 66             | [ 1 ] [ 2 ]    |
| Grupo Intermediário |                                     |                |                |
| Colocação           | Escola                              | Pontos         | Ref.           |
| 1º                  | Unidos da Castelo Branco            | 72             | [ 2 ]          |
| 2º                  | Mocidade Independente da São Miguel | 71,5           | [ 2 ]          |
| 3º                  | Unidos da Furiosa                   | 68             | [ 2 ]          |
| 4º                  | Imperadores da Rural                | 67             | [ 2 ]          |
| 5º                  | Dancing Days                        | 52,5           | [ 2 ]          |
| Grupo 3             |                                     |                |                |
| Colocação           | Escola                              | Pontos         | Ref.           |
| 1º                  | Unidos da Cobra                     | 54,5           | [ 2 ]          |
| 2º                  | GreNal                              | 53,9           | [ 2 ]          |

## 2003
| Grupo Especial | Grupo Especial                | Grupo Especial | Grupo Especial |
| Colocação      | Escola                        | Pontos         | Ref.           |
| -------------- | ----------------------------- | -------------- | -------------- |
| 1º             | Império Serrano               | 79,5           | [ 3 ]          |
| 1º             | Unidos do Mé                  | 79,5           | [ 3 ]          |
| 2º             | Unidos da Dom Pedro II (Cuca) | *              | [ 4 ]          |

## 2004
| Grupo Especial  | Grupo Especial                | Grupo Especial | Grupo Especial | Grupo Especial |
| Colocação       | Escola                        | Pontos         | Nota           | Ref.           |
| --------------- | ----------------------------- | -------------- | -------------- | -------------- |
| 1º              | Império Serrano               | 79,5           |                | [ 5 ] [ 6 ]    |
| 2º              | Unidos do Mé                  | 78,2           |                | [ 5 ] [ 6 ]    |
| 3º              | Unidos da Dom Pedro II (Cuca) | 72,3           |                | [ 5 ] [ 6 ]    |
| 4º              | Unidos do Zaire               | 63,2           |                | [ 5 ] [ 6 ]    |
| 7º              | Unidos da Cobra               | 30,6           | Rebaixada      | [ 5 ] [ 6 ]    |
| Grupo de acesso |                               |                |                |                |
| Colocação       | Escola                        | Pontos         | Nota           | Ref.           |
| 1º              | Unidos da Furiosa             | 79             | Promovida      | [ 5 ] [ 6 ]    |
| 2º              | Unidos da Capivara            | 67,5           |                | [ 5 ] [ 6 ]    |
| 3º              | Nós Jovens                    | 67             |                | [ 5 ] [ 6 ]    |

## 2005
| Grupo Especial        | Grupo Especial                      | Grupo Especial | Grupo Especial | Grupo Especial |
| Colocação             | Escola                              | Pontos         | *              | Ref.           |
| --------------------- | ----------------------------------- | -------------- | -------------- | -------------- |
| 1º                    | Império Serrano                     | 158,6          |                | [ 7 ]          |
| 2º                    | Unidos do Mé                        | 157,9          |                | [ 7 ]          |
| 3º                    | Unidos da Dom Pedro II (Cuca)       | 154,3          |                | [ 7 ]          |
| 4º                    | As Mariquitas                       | 146,9          |                | [ 7 ]          |
| 5º                    | Unidos do Zaire                     | 141,4          |                | [ 7 ]          |
| 6º                    | Unidos da Castelo Branco            | 140,6          |                | [ 7 ]          |
| 7º                    | Furiosa da Barra                    | 71,9           | Rebaixada      | [ 7 ]          |
| Grupo de acesso       |                                     |                |                |                |
| Colocação             | Escola                              | Pontos         | Nota           | Ref.           |
| 1º                    | Unidos da Capivara'                 | 152,3          | Promovida      | [ 7 ]          |
| 2º                    | Acadêmicos da P-1                   | 142,6          |                | [ 7 ]          |
| 3º                    | Mocidade Independente da São Miguel | 135,1          |                | [ 7 ]          |
| 4º                    | 14 de Agosto                        | 133,2          |                | [ 7 ]          |
| 5º                    | Na Lata                             | 132            |                | [ 7 ]          |
| 6º                    | Bafo da Onça                        | 130,5          |                | [ 7 ]          |
| 7º                    | Nós Jovens                          | 127,2          |                | [ 7 ]          |
| 8º                    | Imperadores da Rural                | 121,3          | Rebaixada      | [ 7 ]          |
| Concurso diferenciado |                                     |                |                |                |
| Colocação             | Escola                              | Pontos         | Nota           | Ref.           |
| 1º                    | Águia de Ouro                       | 18             | Promovida      | [ 7 ]          |
| 2º                    | Unidos da Zona Oeste                | 17             |                | [ 7 ]          |
| 3º                    | Unidos da Municipal                 | 16,5           |                | [ 7 ]          |
| 4º                    | Renascer da Esperança               | 15             |                | [ 7 ]          |
| 5º                    | Acadêmicos da São Miguel            | 13             |                | [ 7 ]          |
| 6º                    | Erva Santa                          | 11,5           |                | [ 7 ]          |
| 7º                    | Vim Prá Ficar                       | 10             |                | [ 7 ]          |
| 7º                    | Unidos da Cobra                     | 10             |                | [ 7 ]          |

## 2006
| Grupo Especial   | Grupo Especial                      | Grupo Especial | Grupo Especial | Grupo Especial | Grupo Especial |
| ---------------- | ----------------------------------- | -------------- | -------------- | -------------- | -------------- |
| Colocação        | Escola                              | Pontos         | *              | *              | Ref.           |
| 1º               | Unidos do Mé                        | 79,5           | *              | *              | [ 8 ]          |
| 2º               | Unidos da Capivara                  | 76             | *              | *              | [ 8 ]          |
| 3º               | Império Serrano                     | 75,5           | *              | *              | [ 8 ]          |
| 4º               | Unidos da Castelo Branco            | 67,5           | *              | *              | [ 8 ]          |
| Grupo de acesso  |                                     |                |                |                |                |
| Colocação        | Escola                              | Pontos         | Desempate      | Nota           | Ref.           |
| 1º               | Furiosa da Barra                    | 78             | Bateria        | Promovida      | [ 8 ]          |
| 2º               | Bafo da Onça                        | 78             |                | Promovida      | [ 8 ]          |
| 3º               | Acadêmicos da P-1                   | 69             |                |                | [ 8 ]          |
| 4º               | Da Lata                             | 68,5           |                |                | [ 8 ]          |
| 5º               | Mocidade Independente da São Miguel | 66             |                |                | [ 8 ]          |
| 6º               | Águia de Ouro                       | 65             |                |                | [ 8 ]          |
| 7º               | 14 de Agosto                        | 64,5           |                | Rebaixada      | [ 8 ]          |
| 8º               | Amigos da Cabra                     | 61             |                | Rebaixada      | [ 8 ]          |
| Grupo Pró-Acesso |                                     |                |                |                |                |
| Colocação        | Escola                              | Pontos         | Desempate      | Nota           | Ref.           |
| 1º               | Renascer da Esperança               | 16,5           |                | Promovida      | [ 8 ]          |
| 2º               | Unidos da Municipal                 | 16             | Bateria        |                | [ 8 ]          |
| 3º               | Acadêmicos da São Miguel            | 16             |                |                | [ 8 ]          |
| 4º               | Unidos da Zona Oeste                | 14,5           |                |                | [ 8 ]          |
| 5º               | Erva Santa                          | 13             |                |                | [ 8 ]          |

## 2007
| Grupo Especial   | Grupo Especial           | Grupo Especial | Grupo Especial | Grupo Especial |
| Colocação        | Escola                   | Pontos         | Nota           | Ref.           |
| ---------------- | ------------------------ | -------------- | -------------- | -------------- |
| 1º               | Unidos do Mé             | 68,5           |                | [ 9 ] [ 10 ]   |
| 2º               | Unidos da Capivara       | 67             |                | [ 9 ] [ 10 ]   |
| *                | Império Serrano          | *              | Rebaixada      | [ 9 ] [ 10 ]   |
| Grupo de acesso  |                          |                |                |                |
| Colocação        | Escola                   | Pontos         | Nota           | Ref.           |
| 1º               | Acadêmicos da P1         | 63,5           | Promovida      | [ 9 ]          |
| *                | Renascer da Esperança    | *              | Rebaixada      | [ 9 ]          |
| Grupo pró-acesso |                          |                |                |                |
| Colocação        | Escola                   | Pontos         | Nota           | Ref.           |
| 1º               | Acadêmicos da São Miguel | 19,5           | Promovida      | [ 9 ] [ 10 ]   |
| 2º               | Os Kakis                 | *              |                | [ 9 ] [ 10 ]   |

## 2008
| Grupo Especial      | Grupo Especial                      | Grupo Especial | Grupo Especial | Grupo Especial |
| Colocação           | Escola                              | Pontos         | *              | Ref.           |
| ------------------- | ----------------------------------- | -------------- | -------------- | -------------- |
| 1º                  | Unidos do Mé                        | 79,5           |                | [ 11 ]         |
| 2º                  | Unidos da Capivara                  | 79             |                | [ 11 ]         |
| 3º                  | Acadêmicos da P-1                   | 72,5           |                | [ 11 ]         |
| 4º                  | Mocidade Independente da São Miguel | 66,5           |                | [ 11 ]         |
| Grupo de acesso     |                                     |                |                |                |
| Colocação           | Escola                              | Pontos         | Nota           | Ref.           |
| 1º                  | Unidos da Rheingantz                | 77,5           | Promovida      | [ 11 ]         |
| 2º                  | Acadêmicos da São Miguel            | 67,5           |                | [ 11 ]         |
| 3º                  | Império Serrano                     | 67             |                | [ 11 ]         |
| 4º                  | Nós de Casa                         | 53             |                | [ 11 ]         |
| 5º                  | Kakis                               | 50             |                | [ 11 ]         |
| Grupo de pró-acesso |                                     |                |                |                |
| Colocação           | Escola                              | Pontos         | Nota           | Ref.           |
| 1º                  | Unidos da Zona Oeste                | 19             | Promovida      | [ 11 ]         |
| 2º                  | Grande Rio                          | 17             |                | [ 11 ]         |
| 3º                  | Nega Maluca                         | 17             |                | [ 11 ]         |

## 2009
| Grupo Especial   | Grupo Especial           | Grupo Especial | Grupo Especial | Grupo Especial |
| Colocação        | Escola                   | Pontos         | Nota           | Ref.           |
| ---------------- | ------------------------ | -------------- | -------------- | -------------- |
| 1º               | Unidos do Mé             | 80             |                | [ 12 ]         |
| 2º               | Unidos da Capivara       | 79             |                | [ 12 ]         |
| 3º               | Unidos da Rheingantz     | 76,5           |                | [ 12 ]         |
| 4º               | Acadêmicos da São Miguel | 76             |                | [ 12 ]         |
| 5º               | Acadêmicos da P-1        | 72             | Rebaixada      | [ 12 ]         |
| Grupo de acesso  |                          |                |                |                |
| Colocação        | Escola                   | Pontos         | Nota           | Ref.           |
| 1º               | Unidos da Furiosa        | 74,5           | Promovida      | [ 12 ]         |
| 2º               | Nós de Casa              | 74             |                | [ 12 ]         |
| 3º               | Bafo da Onça             | 73,5           |                | [ 12 ]         |
| 4º               | Zona Oeste               | 66,5           |                | [ 12 ]         |
| Grupo pró-acesso |                          |                |                |                |
| Colocação        | Escola                   | Pontos         | Nota           | Ref.           |
| 1º               | Nega Maluca              | 17             | Promovida      | [ 12 ]         |
| 2º               | Grande Rio               | 15             |                | [ 12 ]         |
| 3º               | Os Kaki                  | 7              |                | [ 12 ]         |
| 4º               | Amigos da Cabra          | 6              |                | [ 12 ]         |

## 2010
| Grupo Especial       | Grupo Especial           | Grupo Especial | Grupo Especial | Grupo Especial |
| Colocação            | Escola                   | Pontos         | Nota           | Ref.           |
| -------------------- | ------------------------ | -------------- | -------------- | -------------- |
| 1º                   | Unidos do Mé             | 158,8          |                | [ 13 ] [ 14 ]  |
| 2º                   | Unidos da Capivara       | 150,8          |                | [ 13 ] [ 14 ]  |
| 3º                   | Acadêmicos da São Miguel | 142,8          |                | [ 13 ] [ 14 ]  |
| 4º                   | Unidos da Rheingantz     | 117,2          |                | [ 13 ] [ 14 ]  |
| 5º                   | Unidos da Furiosa        | 75,8           |                | [ 13 ] [ 14 ]  |
| Grupo de acesso      |                          |                |                |                |
| Colocação            | Escola                   | Pontos         | Nota           | Ref.           |
| 1º                   | Nós de Casa              | 78,7           | Promovida      | [ 13 ]         |
| 2º                   | Grande Rio               | 75,4           |                | [ 13 ]         |
| 3º                   | Nega Maluca              | 55,6           |                | [ 13 ]         |
| 4º                   | Acadêmicos da P-1        | 37,1           |                | [ 13 ]         |
| Blocos carnavalescos |                          |                |                |                |
| Colocação            | Escola                   | Pontos         | *              | Ref.           |
| 1º                   | Bloco do Miko            | 18,5           |                | [ 13 ]         |
| 2º                   | Águias do Samba          | 15,5           |                | [ 13 ]         |
| 3º                   | Amigos da Cabra          | 14             |                | [ 13 ]         |
| 4º                   | Nós Não Sabe             | 6,5            |                | [ 13 ]         |

## 2011
| Grupo Especial  | Grupo Especial       | Grupo Especial | Grupo Especial | Grupo Especial |
| Colocação       | Escola               | Pontos         | *              | Ref.           |
| --------------- | -------------------- | -------------- | -------------- | -------------- |
| 1º              | Unidos do Mé         | 79,9           |                | [ 15 ]         |
| 2º              | Unidos da Rheingantz | 79,4           |                | [ 15 ]         |
| 3º              | Nós de Casa          | 77,9           |                | [ 15 ]         |
| 4º              | Unidos da Capivara   | 77,2           |                | [ 15 ]         |
| Grupo de acesso |                      |                |                |                |
| Colocação       | Escola               | *              | Nota           | Ref.           |
| 1º              | Grande Rio           | *              | Promovida      | [ 15 ]         |
| 2º              | Nega Maluca          | *              |                | [ 15 ]         |

## 2012
| Grupo Especial  | Grupo Especial                      | Grupo Especial | Grupo Especial              | Grupo Especial       |
| Colocação       | Escola                              | Pontos         | Desempate                   | Ref.                 |
| --------------- | ----------------------------------- | -------------- | --------------------------- | -------------------- |
| 1º              | Unidos da Rheingantz                | 79,6           | Maior número de componentes | [ 16 ] [ 17 ] [ 18 ] |
| 2º              | Unidos do Mé                        | 79,6           |                             | [ 16 ] [ 17 ] [ 18 ] |
| 3º              | Nós de Casa                         | 39,8           |                             | [ 16 ] [ 17 ] [ 18 ] |
| 4º              | Grande Rio                          | 39,25          |                             | [ 16 ] [ 17 ] [ 18 ] |
| 5º              | Unidos da Capivara                  | 39,15          |                             | [ 16 ] [ 17 ] [ 18 ] |
| Grupo de acesso |                                     |                |                             |                      |
| Colocação       | Escola                              | Pontos         | Nota                        | Ref.                 |
| 1º              | Acadêmicos da P1                    | 78,9           | Promovida                   | [ 16 ] [ 17 ]        |
| 2º              | Unidos da Zona Oeste                | 77,5           |                             | [ 16 ] [ 17 ]        |
| 3º              | Unidos da Castelo Branco            | 74,38          |                             | [ 16 ] [ 17 ]        |
| 4º              | Águias do Samba                     | 37,2           |                             | [ 16 ] [ 17 ]        |
| 5º              | Mocidade Independente da São Miguel | 35,7           |                             | [ 16 ] [ 17 ]        |

## 2013
| Grupo Especial  | Grupo Especial           | Grupo Especial | Grupo Especial | Grupo Especial |
| Colocação       | Escola                   | Pontos         | Nota           | Ref.           |
| --------------- | ------------------------ | -------------- | -------------- | -------------- |
| 1º              | Unidos da Capivara       | 78,9           |                | [ 19 ] [ 20 ]  |
| 2º              | Nós de Casa              | 78,6           |                | [ 19 ] [ 20 ]  |
| 3º              | Unidos da Rheingantz     | 78,1           |                | [ 19 ] [ 20 ]  |
| 4º              | Acadêmicos da P1         | 76,3           |                | [ 19 ] [ 20 ]  |
| 5º              | Unidos do Mé             | 39,7           |                | [ 19 ] [ 20 ]  |
| 6º              | Grande Rio               | 37,5           | Rebaixada      | [ 19 ] [ 20 ]  |
| Grupo de acesso |                          |                |                |                |
| Colocação       | Escola                   | Pontos         | Nota           | Ref.           |
| 1º              | Unidos da Zona Oeste     | 78,7           | Promovida      | [ 19 ] [ 20 ]  |
| 2º              | Águias do Samba          | 74,8           |                | [ 19 ] [ 20 ]  |
| 3º              | Nega Maluca              | 68,8           |                | [ 19 ] [ 20 ]  |
| 4º              | Unidos da Castelo Branco | 36,9           |                | [ 19 ] [ 20 ]  |

## 2014
| Grupo Especial  | Grupo Especial       | Grupo Especial | Grupo Especial |
| Colocação       | Escola               | Pontos         | Ref.           |
| --------------- | -------------------- | -------------- | -------------- |
| 1º              | Unidos do Mé         | 177,4          | [ 21 ] [ 22 ]  |
| 2º              | Unidos da Rheingantz | 174,9          | [ 21 ] [ 22 ]  |
| 3º              | Unidos da Capivara   | *              | [ 21 ] [ 22 ]  |
| 4º              | Nós de Casa          | *              | [ 21 ] [ 22 ]  |
| 5º              | Acadêmicos da P1     | *              | [ 21 ] [ 22 ]  |
| 6º              | Unidos da Zona Oeste | *              | [ 21 ] [ 22 ]  |
| Grupo de Acesso |                      |                |                |
| Colocação       | Escola               | Nota           | Ref.           |
| 1º              | Nega Maluca          | Promovida      | [ 23 ]         |

## 2015
| Grupo Especial  | Grupo Especial       | Grupo Especial | Grupo Especial                                      | Grupo Especial |
| Colocação       | Escola               | Pontos         | Nota                                                | Ref.           |
| --------------- | -------------------- | -------------- | --------------------------------------------------- | -------------- |
| 1º              | Unidos do Mé         | 179,2          |                                                     | [ 24 ] [ 25 ]  |
| 2º              | Acadêmicos da P1     | 169,2          |                                                     | [ 24 ] [ 25 ]  |
| 3º              | Unidos da Rheingantz | 162,9          |                                                     | [ 24 ] [ 25 ]  |
| 4º              | Nega Maluca          | 84,85          | Punidas com a perda de 50% da nota total            | [ 24 ] [ 25 ]  |
| 5º              | Nós de Casa          | 84,65          | Punidas com a perda de 50% da nota total            | [ 24 ] [ 25 ]  |
| 6º              | Unidos da Zona Oeste | 80,9           | Punida com a perda de 50% da nota total e rebaixada | [ 24 ] [ 25 ]  |
| Grupo de Acesso |                      |                |                                                     |                |
| Colocação       | Escola               | Pontos         | Nota                                                | Ref.           |
| 1º              | Águias do Samba      | 165,80         | Promovida                                           | [ 24 ] [ 25 ]  |
| 2º              | Grande Rio           | 72,30          | Punida com a perda de 50% da nota total             | [ 24 ] [ 25 ]  |

## 2016
| Grupo Especial | Grupo Especial           | Grupo Especial | Grupo Especial     | Grupo Especial |
| Colocação      | Escola                   | Pontos         | Desempate          | Ref.           |
| -------------- | ------------------------ | -------------- | ------------------ | -------------- |
| 1º             | Acadêmicos da P1         | 89,6           | Comissão de frente | [ 26 ]         |
| 2º             | Unidos do Mé             | 89,6           |                    | [ 26 ]         |
| 3º             | Academia Águias do Samba | 88,1           |                    | [ 26 ]         |
| 4º             | Unidos da Rheingantz     | 87,8           |                    | [ 26 ]         |
| 5º             | Unidos da Zona Oeste     | 87             |                    | [ 26 ]         |
| 6º             | Nós de Casa              | 44,2           |                    | [ 26 ]         |